# Sacha Rohmann
Sacha Rohmann (3 agosto 1980) è un ex calciatore lussemburghese, di ruolo difensore.
Anche suo padre Nico è stato un calciatore.

## Carriera

### Club
Ha giocato nella massima serie lussemburghese con Jeunesse Esch	e Rumelange.

### Nazionale
Dal 2001 al 2002 ha giocato 2 partite con la Nazionale lussemburghese.